# Касбас-де-Уеска
Касбас-де-Уеска (ісп. Casbas de Huesca, араг. Casbas de Uesca) — муніципалітет в Іспанії, у складі автономної спільноти Арагон, у провінції Уеска. Населення — 304 особи (2009).
Муніципалітет розташований на відстані близько 360 км на північний схід від Мадрида, 22 км на схід від Уески.
На території муніципалітету розташовані такі населені пункти: (дані про населення за 2009 рік)
- Касбас-де-Уеска: 101 особа
- Хунсано: 40 осіб
- Лабата: 57 осіб
- Пансано: 24 особи
- Сьєсо-де-Уеска: 66 осіб
- Санта-Сілія-де-Пансано: 11 осіб

## Демографія
Динаміка населення (INE ):

## Галерея зображень

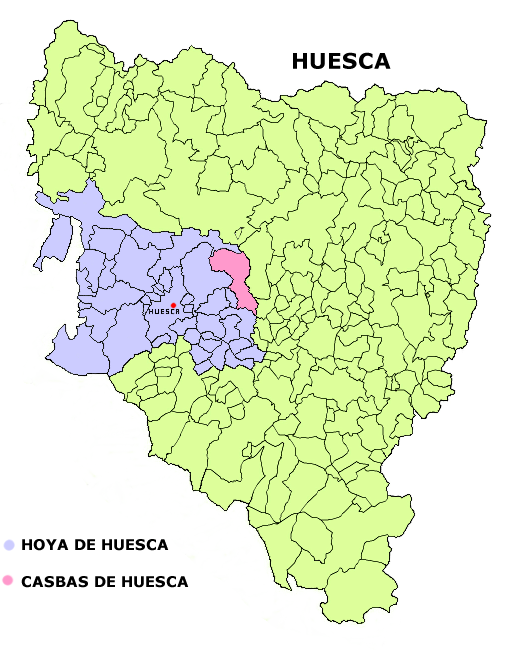
Розташування муніципалітету